# 678 Fredegundis
A 678 Fredegundis egy a Naprendszer kisbolygói közül, amit Karl Wilhelm Lorenz fedezett fel 1909. január 22-én.